# ホーエンリンデンの戦い
ホーエンリンデンの戦い（ホーエンリンデンのたたかい、仏: Bataille de Hohenlinden、独: Schlacht bei Hohenlinden）は、ナポレオン戦争における戦闘の一つである。1800年12月3日、バイエルン選帝侯領のミュンヘン東部近郊の町ホーエンリンデン で、 ジャン・ヴィクトル・マリー・モロー率いるフランス軍が、ヨハン・バプティスト大公率いるハプスブルク（オーストリア）軍に対して勝利を収めた。フランスとオーストリアはリュネヴィルの和約を締結した。